# Markéta Vyvlečková
Markéta Vyvlečková, rozená Czerneková (* 6. října 1985) je česká projektová manažerka a politička za KDU-ČSL.
Maturovala na obchodní akademii a poté na vystudovala v roce 2009 na Vysoké škole báňské v Ostravě inženýrský obor eurospráva. Působí jako projektová manažerka na městském úřadě ve městě Český Těšín.
V letech 2014-2018 zastávala funkci zastupitelky města Český Těšín. Do zastupitelstva města kandidovala i v letech 2018 a 2010, ale nebyla zvolená. Ve volbách do poslanecké sněmovny v roce 2021 kandidovala na 20. místě kandidátky koalice SPOLU v Moravskoslezském kraji.

## Politické postoje
Upozorňovala na to, že se Poláci žijící v Česku nemohli zaregistrovat na očkování proti nemoci covid-19 kvůli odlišnému formátu rodného čísla. Kriticky se také stavěla ke způsobu vládních opatření proti koronaviru, především omezení poskytování služeb, které podle ní nic neřešilo a mnozí lidé z jejího domovského regionu kvůli tomu jezdili do Polska, kde služby naopak dostupné byly.
Pro zlepšení úrovně zdravotnictví je podle ní nutné některé úkony zpoplatnit. Podle jejích slov by určité zpoplatnění pomohlo celému systému, protože jinak budou pacienti nadále na rehabilitace a jiné operační zákroky čekat neúměrně dlouho. Vyjádřila také podporu ústavně zakotvenému právu bránit sebe i jiné zbraní.
Podporuje důchodovou reformu umožňující občanům podporovat své rodiče a prarodiče. Kriticky se naopak vyjadřuje vůči jednorázové podpoře seniorů v podobě tzv. rouškovného. V oblasti zaměstnanosti vnímá jako důležité zvýšení možností sladění pracovního a rodinného života v podobě práce z domova, zkrácených úvazků (včetně výhodného zdanění) a zvýšení flexibility zákoníku práce.
Je zastánkyní větší podpory drobných zemědělců.
Staví se proti kvótám na volebních kandidátkách.

## Osobní život
Markéta Vyvlečková je vdaná a má dvě dcery. Část její rodiny je polského původu. V roce 2015 získala titul První vicemiss Karvinsko. Má dvě mladší sestry Magdu a Natálii. Její nejmladší sestra Natálie Czerneková se věnuje modelingu a postoupila do semifinále soutěže Miss Czech Republic 2022.